# T-Shirt (bài hát)
"T-Shirt" là đĩa đơn solo đầu tiên của ca sĩ người Barbados Shontelle từ album của cô, Shontelligence. Nó là đĩa đơn thứ hai được ra mắt sau đĩa đơn chính thức đầu tiên "Roll It" được ra mắt năm 2007 chỉ ở các nước châu Âu.

## Các định dạng và bài hát
Download số ở Hoa Kỳ
1. "T-Shirt" (Chỉnh sửa Radio)[3.12]

Đĩa đơn Liên hiệp Anh (CD và các bài hát download)/ CD nhập khẩu ở Đức
1. "T-Shirt" (Chỉnh sửa Radio ở Liên hiệp Anh) [3.12]
2. "T-Shirt" (Bimbo Jones Vocal Remix) [5.39]
3. "T-Shirt" (Crazy Cousinz Vocal Remix) [5.35]
4. "Blaze It Up" [3.53]

## Diễn biến trên các bảng xếp hạng
"T-Shirt" bước lên các bảng xếp hạng vào tháng 1 năm 2009. Vài tuần sau, nó đạt vị thứ 6 trên UK Singles Chart và Hit40UK. Trên UK R&B Chart nó đạt vị trí quán quân. Trên Hot Dance Club Play nó cũng đạt vị trí đầu bảng.

## Xếp hạng
| Bảng xếp hạng (2008)               | Vị trí cao nhất |
| ---------------------------------- | --------------- |
| Canadian Hot 100                   | 41              |
| U.S. Billboard Hot 100             | 36              |
| U.S. Billboard Pop 100             | 21              |
| Bảng xếp hạng (2009)               | Vị trí cao nhất |
| Irish Singles Chart                | 26              |
| Italy Airplay Top 100              | 53              |
| UK Singles Chart                   | 6               |
| UK R&B Chart                       | 1               |
| U.S. Billboard Hot Dance Club Play | 1               |